# Floresta
Pour les articles homonymes, voir Floresta (homonymie).
Floresta est une commune italienne de moins de 1 000 habitants située dans la province de Messine, dans la région Sicile.

## Administration
| Période                                  | Période | Identité | Étiquette | Qualité |
| ---------------------------------------- | ------- | -------- | --------- | ------- |
|                                          |         |          |           |         |
| Les données manquantes sont à compléter. |         |          |           |         |

### Communes limitrophes
Montalbano Elicona, Raccuja, Randazzo, Santa Domenica Vittoria, Tortorici, Ucria